# Fußball-Oberliga 1978/79
Die Saison 1978/79 der Oberliga war die fünfte Saison der Oberliga als dritthöchste Spielklasse im Fußball in Deutschland nach der Einführung der zweigleisigen – später eingleisigen – 2. Fußball-Bundesliga zur Saison 1974/75.

## Veränderungen
Nachdem die Oberliga Nord und Oberliga Berlin bereits zur Spielzeit 1974/75 als dritthöchste Spielklasse eingeführt worden waren, folgten zur Saison 1978/79 sechs weitere Amateur-Oberligen:
- Oberliga Baden-Württemberg als Zusammenschluss der Fußballverbände Baden, Südbaden und Württemberg
- Bayernliga
- Oberliga Hessen
- Oberliga Nordrhein als Zusammenschluss der Fußballverbände Mittelrhein und Niederrhein
- Oberliga Südwest als Zusammenschluss des Regionalverbandes Südwest mit den Fußballverbänden Rheinland, Saarland und Südwestdeutschland
- Oberliga Westfalen

## Oberligen
- Oberliga Baden-Württemberg 1978/79
- Oberliga Bayern 1978/79
- Oberliga Berlin 1978/79
- Oberliga Hessen 1978/79
- Oberliga Nord 1978/79
- Oberliga Nordrhein 1978/79
- Oberliga Südwest 1978/79
- Oberliga Westfalen 1978/79

## Aufstieg zur 2. Bundesliga
Neben den sieben Direktaufsteigern bestritten der Vizemeister der Oberliga Nord, der OSC Bremerhaven, und der Meister der Oberliga Berlin, Hertha Zehlendorf, zwei Entscheidungsspiele, um den achten Aufsteiger in die 2. Bundesliga zu ermitteln.
Die Zehlendorfer gewannen das Hinspiel auf eigenem Platz knapp mit 5:4, während Bremerhaven im Rückspiel mit 1:0 siegte. Aufgrund der Auswärtstorregel sicherte sich Bremerhaven den achten Aufstiegsplatz.
|                   | Gesamt    |                 | Hinspiel | Rückspiel |
| ----------------- | --------- | --------------- | -------- | --------- |
| Hertha Zehlendorf | (a)5:5(a) | OSC Bremerhaven | 5:4      | 0:1       |